# Большая греческая энциклопедия

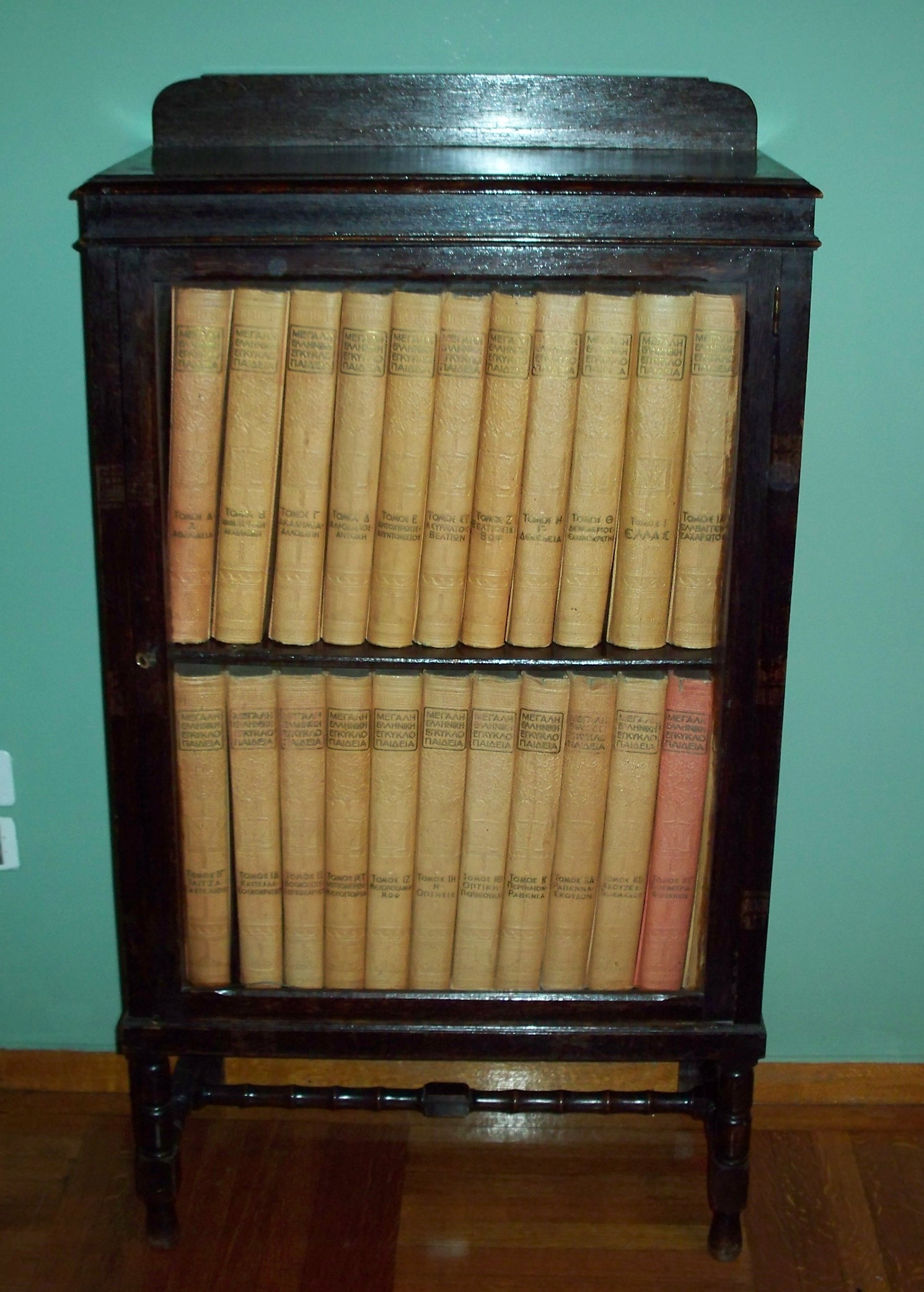
Большая греческая энциклопедия в специально построенном для нее книжном шкафу.

Большая греческая энциклопедия (греч. Μεγάλη Ελληνική Εγκυκλοπαίδεια) — универсальная энциклопедия на греческом языке в 24 томах, изданных в период 1926—1934 годов. Десятый том был специально посвящён Греции. Энциклопедия известна широким использованием кафаревусы.

## История
Издание энциклопедии началось в 1926 году Павлосом Драндакисом (1896—1945) по образцу Энциклопедии «Британника». Ему помогали многие известные и квалифицированные участники, и результат был признан отличным. Издательству «Пирсос» было поручено печатать энциклопедию. Позже были выпущены и четыре дополнительных тома с обновлённой информацией, под общим названием «Дополнение тома X», доводя таким образом общее количество томов до 28.
Павлос Драндакис оставил за собой некоторые права на энциклопедию, о которых он позже заявил в суде. После того, как он выиграл суд, его потомки опубликовали второе издание энциклопедии в 1956 году в издательстве Phoinix, Ltd.